# Acrophylax
Acrophylax är ett släkte av nattsländor. Acrophylax ingår i familjen husmasknattsländor.
Kladogram enligt Catalogue of Life:
| Acrophylax | \| \| Acrophylax vernalis \| \| \| \| \| \| Acrophylax zerberus \| \| \| \| |
|            | \| \| Acrophylax vernalis \| \| \| \| \| \| Acrophylax zerberus \| \| \| \| |
|            | Acrophylax vernalis                                                         |
|            |                                                                             |
|            | Acrophylax zerberus                                                         |
|            |                                                                             |